# حسین‌آباد (گراش)
حسین‌آباد نام روستایی از توابع دهستان خلیلی است که در بخش مرکزی شهرستان گراش در جنوب استان فارس در ایران واقع شده‌است. این روستا دارای تابستان‌های گرم و زمستان‌های معتدل است و در صورت وجود بارندگی خوب، دارای بهاری دل‌انگیز است. اطراف حسین‌آباد را جنگل‌هایی از درختان مناطق خشک مانند کُور، کُنار و گز احاطه کرده‌است.

## موقعیت روستا
این روستا در ۷ کیلومتری شرق خلیلی و ۲۱ کیلومتری غرب فداغ، بین روستاهای بشیرآباد و خلیلی واقع شده‌است.

## مردم و جمعیت
بر اساس سرشماری مرکز آمار ایران در سال ۱۳۹۵، جمعیت حسین‌آباد ۵۰۱ نفر، شامل ۱۳۱ خانوار بوده‌است.
پیشهٔ اکثر مردم کشاورزی و دامداری و تجارت است.